# 波夫拉德塞古尔
波夫拉德塞古尔（西班牙語： 或 Puebla de Segur）是西班牙加泰罗尼亚莱里达省的一个市镇。 总面积33平方公里，2001年总人口2789人，人口密度85人/平方公里。